# Brunnenklinge (Echtbach)
Die Brunnenklinge ist eine über einen Kilometer lange Waldklinge im westlichen Burgbergwald nordöstlich des Ortes Talheim der Stadt Vellberg im Landkreis Schwäbisch Hall im nordöstlichen Baden-Württemberg. Der unter zwei Kilometer lange, nach ihr benannte Bach durch die Brunnenklinge mündet etwas südwestlich des Vellberger Wohnplatzes Hilpert von rechts in den Echtbach. 

## Geographie

### Verlauf
Der die Brunnenklinge durchziehende Bach beginnt an deren noch flachem Muldenbeginn im Höhenwald zwischen den Waldgewannen Streich im Norden und Rosswart im Süden auf etwa 460 m ü. NHN nahe an einer Erdweggabelung. Der bis dorthin zeitweise trockenfallende Bach läuft zunächst westwärts und wird nach etwa 300 Metern, nun schon etwa 20 Meter eingetieft, von einem von Norden kommenden, ausgebauten Waldweg gequert, der ihm danach fast bis zur Mündung am linken Unterhang folgt.
Die nächsten etwa 600 Meter fließt er in bis anderthalb Meter breitem Bett, das auch von kleinen Quellabflüssen aus kurzen Hangkerben und von Sickerquellen an den Unterhängen gespeist wird, in einer landschaftstypischen Klinge südwestwärts zwischen dem langen Bergsporn Binselberg rechts und dem Rosswart links bis zu einem auf etwa 397 m ü. NHN liegenden, wenig über 0,1 ha großen Teich, den er durchzieht. Diesem folgt gleich noch ein halbes Dutzend kleiner Tümpel im Lauf mit Durchmessern unter 10 Metern, mehr oder weniger bewachsen und zuzeiten nahe am Austrocknen; am rechten Unterhang liegen über ihnen zwei Dolinen.
Im Bereich der Tümpel läuft der Bach schon südwärts, nach ihnen öffnet sich der Binselberghang gleich zu einer Viehweide, in der wiederum eine größere, mit Gekräut und Gesträuch bewachsene Doline liegt, während links am Unterhang weiterhin Waldbäume stehen und der Bach nun nach Südosten fließt. Am Ufer steht eine Feldhecke, nach deren Ende sich der Bach bis zur Straße  Talheim–Hilpert unscheinbar und schnurgerade als Wiesengraben zieht. An der Straßenunterquerung endet auch linksseits der Bergwald.
Jenseits hat der Bach nur noch ein weniger als 200 Meter langes letztes Wegstück, auf dem er sich neben Bäumen und Büschen etwas windet. Rechtsseits liegt dort in etwas Abstand eine krautig bewachsene flache Mulde mit einer Doline in der Mitte, welche nach Niederschlägen das Wasser zu einer weiten Lache anstauen kann; es fließt dann über einen Graben dem Echtbach zu. In diesen mündet wenig oberhalb auch der Bach aus der Brunnenklinge auf 374,3 m ü. NHN, knapp 0,4 km südwestlich von Hilpert und über einen Kilometer ostnordöstlich der Ortsmitte von Talheim, in deren Nahbereich dann der Echtbach seinerseits in den Aalenbach einläuft.
Der Bach aus der Brunnenklinge mündet nach seinem 1,7 km langen, in einem 135°-Linksbogen mit mittlerem Sohlgefälle von etwa 51 ‰ fließenden Lauf rund 86 Höhenmeter unterhalb seines Ursprungs.

### Einzugsgebiet
Die Brunnenklinge hat ein 0,8 km² großes Einzugsgebiet, von dem über fünf Sechstel im Wald liegen; offen ist nur der Hang des Binselbergs rechts am Unterlauf und der unmittelbare Mündungsbereich. Es zählt naturräumlich gesehen zum Unterraum Burgberg-Vorhöhen und Speltachbucht der Schwäbisch-Fränkischen Waldberge und erreicht seinen mit etwa 481 m ü. NHN höchsten Punkt an seiner Ostspitze wenig über der Quelle im Waldgewann Rosswart.
Reihum grenzt es an die Einzugsgebiete der folgenden Nachbargewässer:
- Im Westen, Nordwesten und Norden liegt jenseits des schmalen und langgezogener Binselberg-Spornrückens das Tal des den Echtbach aufnehmenden Aalenbachs; diesem laufen von der Scheide her allenfalls kurze Gewässer zu, das noch längste darunter ist der im Streich entspringende Vogelsbach;
- im Nordosten liegt hinter einem nur kurzen Wasserscheidenabschnitt über der Steige der K 2665 Großaltdorf–Frankenhardt-Steinehaig das Tal des Steppachs, des nächsthöheren größeren Aalenbach-Zuflusses;
- im Südosten liegt hinter der Wasserscheide durch das Waldgewann Rosswart der Talriss des Hilpertsklingenbachs, des rechten Echtbach-Oberlaufs, sowie zuletzt ein nur kurzes Stück des Echtbachtales selbst.

Das gesamte Gebiet liegt im Stadtgebiet von Vellberg und ist ohne jede Besiedlung.

## Geologie
Die Brunnenklinge selbst liegt von Anbeginn bis zur Bachmündung im Gipskeuper (Grabfeld-Formation), auf den schon die beim Verlauf genannten Dolinen hinweisen. Der Bach darin entspringt dicht unter der Schichtgrenze zum überlagernden Schilfsandstein (Stuttgart-Formation), der die obere Klinge mit meist schmalen Hochebenenstreifen im Rosswart links sowie im Streich und am hinteren Binselberg rechts backenförmig einschließt. An der Mündung wechselt der aufnehmende Echtbach in den Lettenkeuper (Erfurt-Formation).
Im Einzugsgebiet wird im Anhydritbergwerk Kreuzhalde bergmännisch Anhydrit und Gips abgebaut. Der Zugangsstollen des Bergwerks liegt an der Kreuzhalde am linken Hang des Aalenbachstales und führt in den Sporn Binselberg. Das teils im Abbau befindliche, teils höffige Gebiet der Konzession liegt größtenteils innerhalb des Einzugsgebietes unter dem Binselberg, dem Streich und dem Rosswart und reicht noch darüber hinaus.

### LUBW
Amtliche Online-Gewässerkarte mit passendem Ausschnitt und den hier benutzten Layern: Bachlauf durch die Brunnenklinge und deren Einzugsgebiet

Allgemeiner Einstieg ohne Voreinstellungen und Layer: Daten- und Kartendienst der Landesanstalt für Umwelt Baden-Württemberg (LUBW) (Hinweise)
1. 1 2 3  Höhe nach dem Höhenlinienbild auf dem Hintergrundlayer Topographische Karte.
2. 1 2  Höhe nach grauer Beschriftung auf dem Hintergrundlayer Topographische Karte.
3. ↑  Länge nach dem Layer Gewässernetz (AWGN).
4. ↑  Einzugsgebiet abgemessen auf dem Hintergrundlayer Topographische Karte.
5. ↑  Seefläche nach dem Layer Stehende Gewässer.
6. ↑  Natur teilweise nach dem Layer Biotop.

### Andere Belege
1. ↑  Wolf-Dieter Sick: Geographische Landesaufnahme: Die naturräumlichen Einheiten auf Blatt 162 Rothenburg o. d. Tauber. Bundesanstalt für Landeskunde, Bad Godesberg 1962. → Online-Karte (PDF; 4,7 MB)
2. ↑  Geologie nach den Layern zu Geologische Karte 1:50.000 auf: Mapserver des Landesamtes für Geologie, Rohstoffe und Bergbau (LGRB) (Hinweise)
3. ↑  Anhydritbergwerk Kreuzhalde nach den Layern zu Rohstoffgeologie auf: Mapserver des Landesamtes für Geologie, Rohstoffe und Bergbau (LGRB) (Hinweise).